# Pioneer–11
Pioneer–11 (angolul: úttörő) amerikai űrszonda a Pioneer-program keretében indították a Jupiter körzetébe, bolygóközi szonda.
A Pioneer-program másik csillagközi szondája a Pioneer–10.

## Küldetés
A második űrszonda, amely megközelítette a Jupitert; a második ember készítette objektum, amely elhagyja a Naprendszert (a bolygók övezetét); a második űreszköz, amely indításakor a pálya hintamanőverrel történő alakítását előre betervezték.

## Jellemzői

A Pioneer–11-en elhelyezett lemez: palackposta távoli csillagrendszerek esetleges lakóinak

1973. április 6-án az Air Force Missile Test Center indítóállomásról egy Atlas–Centaur
hordozórakétával, hintamanőver alkalmazásával indították.
1974. december 2-án 43 000 km-re közelítette meg a Jupitert. 1979. szeptember 1-jén a Szaturnusz mellett is elrepült 21 400 km-re. Mindkét bolygónál készített felvételeket és méréseket végzett. A Szaturnusz melletti elrepülés után tovább haladt a Naprendszer széle felé. A rádiókapcsolat 1995 szeptemberében (azaz 22 évnyi adatszolgáltatás után) szakadt meg a szondával, mikor ez már több milliárd km-re volt a Naptól és már rég elhagyta a Plútó pályáját. 
A számítások szerint az eszköz 2018 körül jutott ki a Naprendszerből, és kezdte el csillagközi utazását. A Sas csillagkép irányába halad, 4 millió év múlva megközelíti a legközelebbi csillagokat. A Doppler adatok szerint a Pioneer–10 és Pioneer–11 ismeretlen okból a vártnál erősebben lassul, ezt nevezzük Pioneer-anomáliának.

## Az űrszonda felépítése
A legszélső pontjaitól számolva az űrszonda hossza 2,9 méter, szélessége 2,7 méter volt, tömege 270 kg. Tengelye körüli forgással stabilizálta magát, percenként öt fordulatot tett. Hat kisebb hajtómű végezte a tájolást és a forgás irányítását.
Az elektromos energia négy radioizotópos termoelektromos generátorból (RTG) származott. Ezek teljesítménye indításkor 40 W volt. Az RTG-k két különálló oszlopon voltak elhelyezve. Ezek 120°-os szöget zártak be egymással. Egy harmadik oszlop tartotta a magnetométert, fedélzetén 12-féle műszer volt.

## Üzenet
A Pioneer–10 űrszondához hasonlóan, ezen az űrszondán is elhelyeztek egy aranyozott alumíniumtáblát, mely az esetleges földönkívüli civilizációknak szóló üzenetet tartalmaz.